# Chiyandahalli, Mulbagal
Chiyandahalli là một làng thuộc tehsil Mulbagal, huyện Kolar, bang Karnataka, Ấn Độ.